# Teide 1

Teide 1 vergeleken met andere hemelobjecten

Teide 1 is een van de eerst ontdekte bruine dwergen (1995). De ster bevindt zich in het Zevengesternte in het sterrenbeeld Stier, op ongeveer 430 lichtjaar van de Zon. Ze behoort tot spectraalklasse M8 en bezit een V magnitude van 17,76.
De naam verwijst naar het Teide observatorium op Tenerife waar het object ontdekt is. 